# Pierre de Richebourg
Der jungsteinzeitliche Menhir Pierre de Richebourg (auch Menhir de Richebourg genannt) steht südöstlich des Dorfes Retiers westlich des Waldes von Guerche, unweit der Kreuzung der Départementsstraßen D 41 und D 310 südöstlich von Rennes im Département Ille-et-Vilaine in der Bretagne in Frankreich.
Der Menhir besteht aus einem lokalen Quarzitblock (silikatischem Sandstein). Bereits 1888 wurden vom Präfekten von Vitré Maßnahmen zur Erhaltung des Menhirs getroffen. Er wird bereits in den 1853 entstandenen „Guides Joanne“ – den Vorfahren der 1916 entstandenen „Guides bleus“ erwähnt und ist seit 1977 als Monument historique klassifiziert.
Er ist Ost-West orientiert und hat eine rechteckige Form, mit einer Höhe von etwa 3,0 Metern, einer Breite von 2,35 Metern und einer Dicke von 1,5 Metern. Es heißt, dass er im oberen Teil einen Handabdruck trägt.